# Campagna delle Filippine (1941-1942)
La campagna delle Filippine fu il complesso delle operazioni militari svoltesi nell'omonimo arcipelago asiatico a partire dall'8 dicembre 1941 e che vide le locali forze statunitensi e filippine, guidate dal generale Douglas MacArthur, combattere contro il corpo di spedizione dell'Impero giapponese, comandato dal generale Masaharu Honma.
Pur disponendo di cospicue forze aeree e dell'appoggio di una squadra navale, dopo un'iniziale resistenza le truppe filippino-statunitensi del generale MacArthur dovettero soccombere alla superiorità delle forze armate giapponesi impegnate nel loro piano globale di conquista dei possedimenti coloniali occidentali nel Sud-Est Asiatico. Le forze alleate, dopo essersi ritirate dapprima nella penisola di Bataan e poi nell'isola di Corregidor nella baia di Manila, si arresero infine l'8 maggio 1942 dopo feroci combattimenti nelle giungle. Le Filippine caddero in mano giapponese rimanendovi per oltre due anni.

## Antefatti

### Forze e piani statunitensi
Le Filippine erano una colonia statunitense dalla vittoria ottenuta sulla Spagna nel 1898, ma le spinte indipendentiste avevano convinto gli USA a concordare una "strada per l'indipendenza" dell'arcipelago che, cominciata nel 1935, si sarebbe realizzata nel 1945. Al fine di impedire che questo processo fosse troppo rapido e rendesse inoperanti gli accordi (limitazioni alla sovranità nazionale, cessione di basi aeronavali), gli Stati Uniti avevano stanziato numerosi effettivi nelle Filippine, che nel 1941 si presentava come un qualcosa a metà strada tra un protettorato e uno stato sovrano. All'interno la presenza militare USA era infatti piuttosto consistente in termini numerici ma scarsa dal punto di vista dell'equipaggiamento terrestre e aeronavale, in pratica un residuo del periodo coloniale. Ancora più precari erano l'armamento e l'addestramento dell'esercito filippino, composto da una divisione regolare (1ª), una divisione paramilitare di gendarmeria (2ª) e 10 divisioni di riservisti: queste forze erano state riorganizzate da MacArthur fin dalla sua nomina a comandante delle forze americane in Estremo Oriente, avvenuta il 26 luglio 1941.. Non esistevano un'aviazione o una marina da guerra filippine, perciò il peso delle due armi ricadeva completamente sulle guarnigioni americane.
I militari statunitensi erano piuttosto riluttanti a collaborare con quelli filippini, sia per razzismo (nel 1941 l'esercito statunitense era ancora segregazionista e solo i nativi statunitensi, tra tutte le minoranze non bianche, erano ammessi eccezionalmente nei reparti di bianchi), sia perché i filippini avevano condotto (soprattutto al principio del '900) attività di guerriglia indipendentista antiamericana.

### Forze e piani giapponesi
Durante la stesura dei progetti di conquista nel Pacifico, i comandanti nipponici decisero di occupare le Filippine per diversi motivi: l'arcipelago era un vasto baluardo a difesa del fianco orientale delle Indie Orientali Olandesi, ricche di petrolio, il vero obiettivo della guerra che il Giappone avrebbe scatenato; inoltre sarebbe stata eliminata una minaccia al traffico navale e alle operazioni che si sarebbero sviluppate in Papuasia; infine, le Filippine dall'inizio del secolo simboleggiavano il colonialismo americano nel Pacifico e perciò stesso la superiorità dell'Occidente sui popoli di colore, argomento che i militaristi nipponici sbandieravano come prova della necessità di un conflitto contro le potenze coloniali.
Per operare la conquista delle Filippine fu allineata la 14ª Armata al comando del generale Masaharu Honma, che doveva sbarcare a nord e a sud nella grande isola di Luzon. Essa sarebbe stata coadiuvata dalla 11ª flotta aerea di stanza a Taiwan, che avrebbe lanciato un grande attacco preliminare in contemporanea all'incursione su Pearl Harbor, e anche dalla piccola portaerei Ryujo.

## L'attacco aereo giapponese

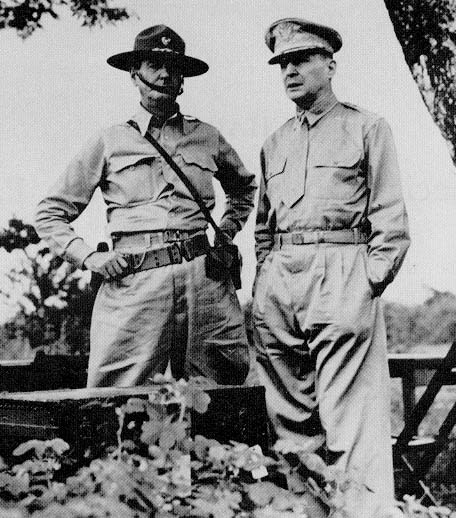
I generali Wainwright (a sinistra) e MacArthur

In questi bombardamenti preliminari i giapponesi riuscirono a garantirsi, anche grazie ad una serie di colpi di fortuna, la superiorità aerea per tutta la campagna. In particolare la base dell'USAAF dove erano ospitati 35 Boeing B-17 Flying Fortress, giunti di recente, avrebbe dovuto essere attaccata in contemporanea a Pearl Harbor, ma le basi di Formosa dalle quali gli aerei giapponesi avrebbero dovuto partire erano coperte da una fittissima nebbia. L'imprevisto rese nervosi numerosi aviatori, che temevano un distruttivo attacco americano alle piste; dopo ore la nebbia si alzò e gli aerei riuscirono a decollare. I giapponesi arrivarono sul bersaglio con 10 ore di ritardo, ma sorpresero caccia e bombardieri americani impegnati nell'atterraggio o allineati sulle piste perché, proprio temendo un attacco come quello appena verificatosi a Pearl Harbor, erano stati fatti decollare tutti. Ma I radar non avevano segnalato nulla, perciò fu ordinato di sospendere i voli. L'attacco giapponese iniziò alle 12:35 e causò la perdita di 30 bombardieri leggeri, 32 B-17 e decine di Curtiss P-40 e Seversky P-35: in totale 86 dei 160 aerei statunitensi furono distrutti.

## Lo sbarco
Dopo che unità della fanteria di marina avevano occupato l'isola di Batan (da non confondere con Bataan), l'esercito giapponese iniziò l'invasione il 10 dicembre con lo sbarco nei pressi di Aparri, sull'isola di Luzon, di 2000 uomini: le truppe non furono contrastate in quanto la locale guarnigione di 200 filippini si era ritirata. Altri 2 000 soldati misero piede a Vigan, nel nord-ovest dell'isola, che fu conquistata subito giacché non aveva una guarnigione. Verso le 06:00 di mattina il traffico di navi giapponesi fu scoperto e quanto rimaneva dell'aviazione americana nelle Filippine, consistente in 5 B-17, qualche P-40 e 7 P-35 fu mandato all'attacco: fu affondato qualche mezzo da sbarco, ma per la mattina i giapponesi erano riusciti a far prendere terra al grosso delle loro forze.

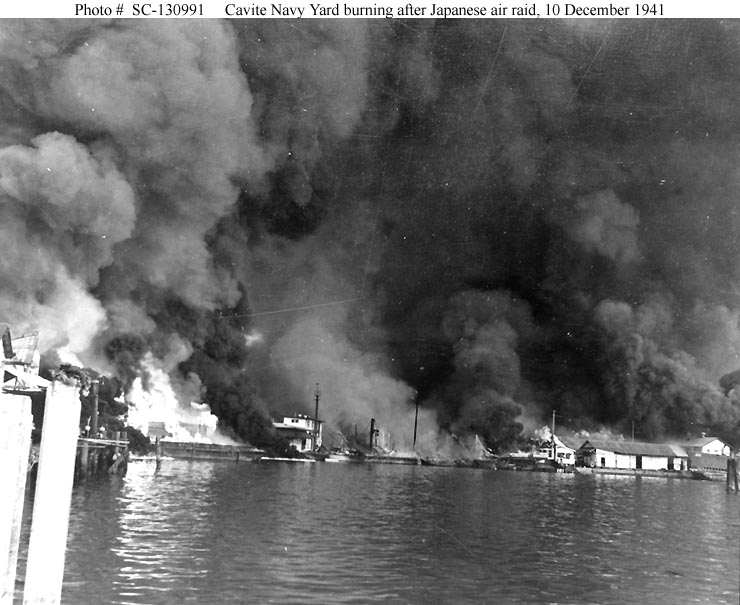
La base navale di Cavite dopo l'incursione giapponese

Poco dopo i giapponesi inviarono tre gruppi di 27 bombardieri l'uno scortati da decine di Mitsubishi A6M Zero ad attaccare rispettivamente la base navale di Cavite (a sud di Manila), l'aeroporto di Nichols Field e il porto della capitale. L'operazione fu un successo: furono devastati hangar, depositi e moli, abbattuti una decina di caccia americani e distrutti al suolo 12 vecchi caccia Boeing P-26. A Cavite fu affondato il sommergibile classe Sargo USS Sealion e distrutti la centrale elettrica e un deposito di siluri; in conseguenza di ciò l'ammiraglio Hart spedì a sud la sua piccola flotta di 5 cacciatorpediniere e 2 dragamine. I giapponesi per contro ebbero perdite insignificanti.
A questo punto si ebbero furiose discussioni tra MacArthur, l'ammiraglio Hart e il generale dell'aviazione Brereton: costoro volevano abbandonare il nord e il centro di Luzon per attestarsi nel sud al riparo di una forte linea difensiva, mentre MacArthur non intendeva abbandonare un metro di terreno, perché, affermò, in tale modo gli Stati Uniti avrebbero perso credibilità e simpatia presso i filippini: alla fine riuscì a convincere gli altri comandanti, e si preparò a contrastare lo sbarco nemico a nord di Manila, presso il Golfo di Lingayen.

## Ritirata da Manila
Il 14 dicembre fu invasa l'isola di Legaspi, a sud di Luzon, e nella notte tra il 19 e il 20 anche l'isola di Mindanao fu occupata, dopo una resistenza simbolica della guarnigione.

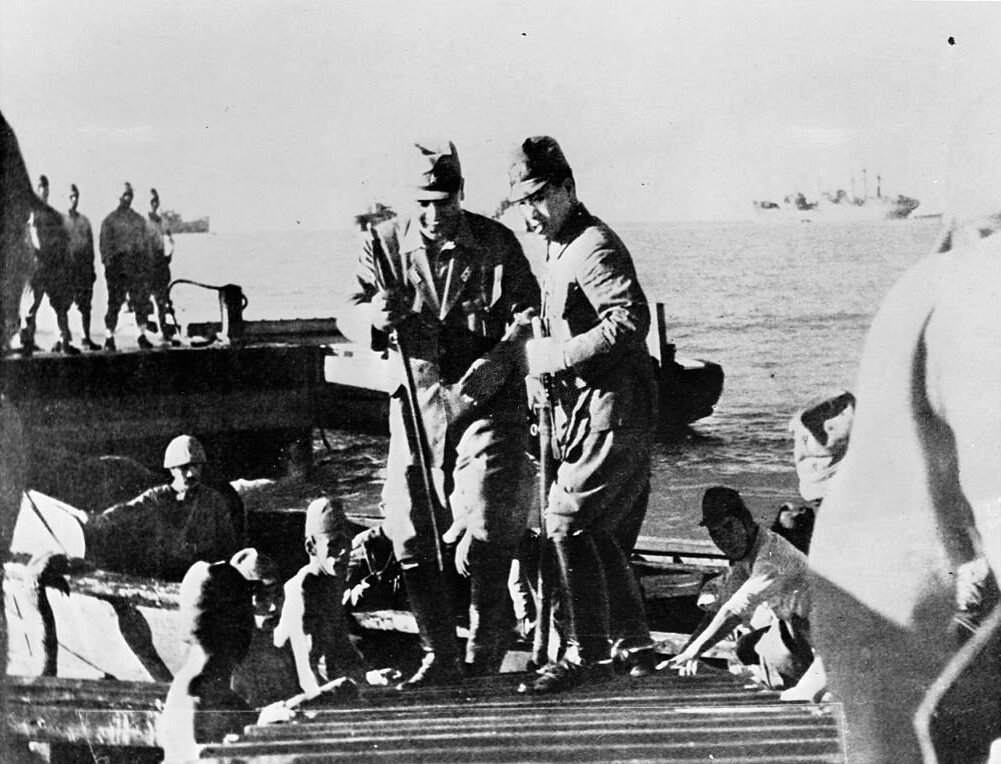
Il generale Honma sbarca dopo la costituzione della testa di ponte

Nel frattempo, il 20 dicembre, un sommergibile americano avvistò un grande convoglio di 80 navi giapponesi che puntavano sulla baia di Lingayen. MacArthur posizionò le sue truppe, ma i giapponesi, bene informati, sbarcarono facilmente 60 chilometri più a nord: la 14ª Armata del generale Honma costituì rapidamente teste di ponte ben protette. Persero comunque il trasporto truppe Hayo Mayo, silurato dal sommergibile S.38. Dopo un inutile attacco aereo degli americani, la 14ª Armata si riunì alle truppe sbarcate a nord, il 23 dicembre sconfisse alcuni reparti filippini e iniziò a marciare in direzione di Manila.
Il disastroso evolversi della situazione indusse MacArthur a formare una nuova linea sul fiume Agno, nella quale riponeva grandi speranze, ma il giorno successivo venne a sapere che 10 000 soldati giapponesi erano sbarcati a meno di 100 chilometri a sud di Manila senza che potessero essere fermati: MacArthur prese la decisione di porre il suo quartier generale sull'isola di Corregidor, all'imbocco della baia della capitale, e ordinò al comandante il settore sud di raggiungere la penisola di Bataan, dove tra l'altro stavano affluendo soldati sbandati e resti di unità americane e filippine.
Le truppe giapponesi sfondavano la linea sull'Agno il 26 dicembre, mentre da sud continuavano ad avanzare, anche se ostacolati da due malconce divisioni americane, che riuscirono comunque a permettere la ritirata verso la penisola ai reparti alleati. Nel pomeriggio del 2 gennaio i giapponesi si impadronirono di Manila, e Honma mandò le sue forze a inseguire i nemici in rotta, ma la resistenza di unità filippine rese possibile, entro il 6 gennaio 1942, il completamento della ritirata.

## La fuga di MacArthur e la resa di Bataan
Il generale Honma, nelle prime ore della mattina, inviò la LXV brigata nella penisola, con l'ordine di rastrellarla, ignaro del fatto che vi si trovavano 80 000 filippino-americani, anche se per la maggior parte male armati e poco motivati. Il 9 gennaio il comandante della brigata, generale Nara, fece avanzare i soldati, che furono però massacrati dall'artiglieria americana. Preso in contropiede, Nara lanciò un altro attacco l'11 gennaio, ma dopo un iniziale successo la manovra fallì.
L'esercito giapponese lanciò altre due offensive nella seconda metà di gennaio, e gli americani si ritirarono su una linea difensiva che tagliava a metà la penisola. Il 31 gennaio un violento attacco nemico, ordinato dallo stizzito Honma, si risolse in uno scacco. A questo punto il generale decise di far sbarcare un contingente a sud, alle spalle dello schieramento alleato. L'11 febbraio, a notte fonda, ebbe inizio l'operazione, ma i 1500 soldati furono scoperti e massacrati totalmente.

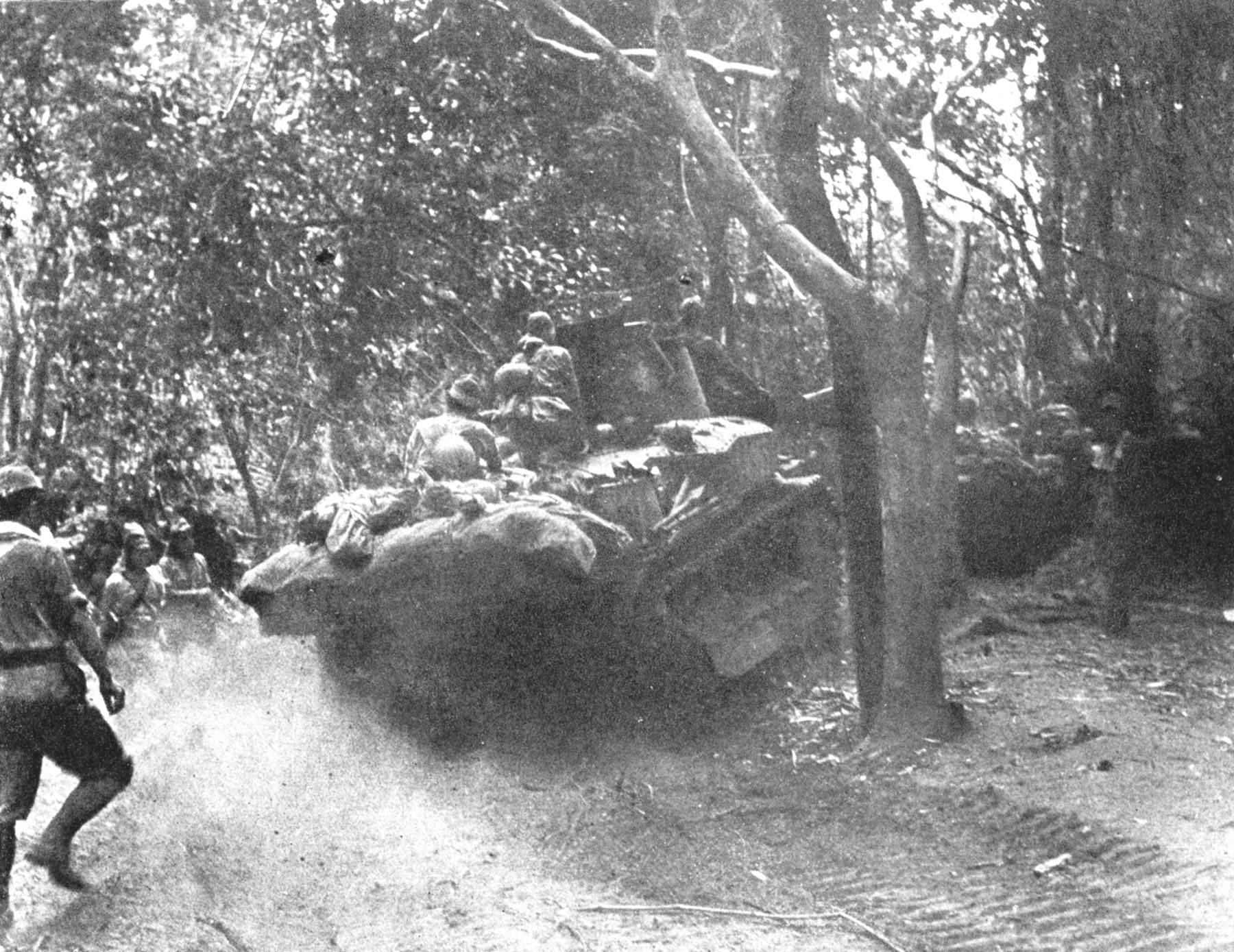
Truppe giapponesi avanzano nella penisola appoggiate da un carro armato, presumibilmente un Tipo 89 Chi-Ro

Honma sospese ogni operazione militare, radunando le forze per tutto il mese di febbraio, mentre i difensori tentavano di non cedere alle reciproche diffidenze e alle malattie che iniziavano a diffondersi; inoltre il morale era a livelli minimi per le razioni ridotte, le condizioni di vita pietose e l'insinuosa propaganda operata dai giapponesi con il lancio aereo di volantini. Anche MacArthur, nel suo quartier generale a Corregidor, era alle prese con l'angosciante decisione per lui di lasciare le Filippine e fuggire in Australia. La spinta decisiva gli fu data da un messaggio di Roosevelt del 10 marzo; il giorno successivo annunciò la sua partenza al suo stato maggiore, poi pronunciò una frase che entrerà nella storia: «Tornerò!». Con alcuni ufficiali, salì su una motosilurante che assieme ad altre 3 imbarcazioni forzò il blocco giapponese; il 16 marzo il generale statunitense montò su un B-17, su un'ultima pista non occupata a Mindanao, e il 17 marzo atterrò a Darwin in Australia.

Abbandonati a se stessi, senza rifornimenti e malati di dissenteria, americani e filippini, al comando ora di Wainwright, attesero passivamente l'attacco finale giapponese. Il mese di marzo fu relativamente tranquillo, ma il 3 aprile, di mattina, il generale Nara scatenò la sua artiglieria pesante sulla precaria linea americana, immediatamente affiancata da micidiali bombardamenti aerei. Alle 15:00 la fanteria e i carri nipponici partirono all'attacco, sbaragliando le truppe filippine attestate sul monte Samat; accorsero 3 reggimenti americani, ma di questi due furono dapprima accerchiati e distrutti, mentre il terzo veniva duramente respinto. La mattina del 6 aprile Wainwright radunò le forze residue e lanciò una controffensiva verso l'altura, ma ben presto l'attacco si trasformò in una catastrofe. Ormai non si poteva più parlare di fronte: i soldati americani e filippini ripiegavano di continuo, bersagliati dagli aerei giapponesi e braccati dalle truppe nemiche. Solo l'8 aprile si tentò di fermare la marea nipponica sul fiume Alangan, ma fu una decisione velleitaria e causa di altre perdite irreparabili.

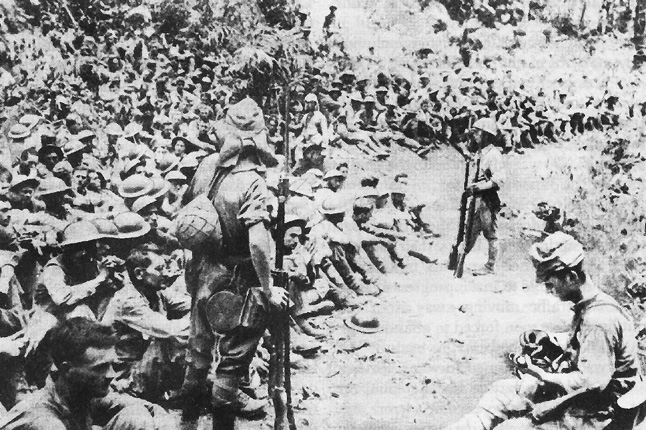
Soldati americani dopo la resa a Bataan

 La fuga continuò nella giungla al centro e nel sud di Bataan, in condizioni spaventose, mentre Wainwright ordinava un impossibile contrattacco. Alla fine la massa derelitta di soldati e civili rifluiti con loro all'approssimarsi delle truppe nipponiche si premette nella città di Mariveles, dove il generale King, vedendo che ormai la resistenza era finita, decise con gli altri ufficiali di arrendersi. Il 9 aprile, dopo aver convinto i giapponesi ad accettare la resa, che invece avrebbero voluto trattare con Wainwright, comandante di tutte le forze americane, caddero prigionieri dell'esercito nipponico 76 000 uomini, dei quali 12 000 circa erano americani. A questi si aggiunsero 25 000 civili; riuniti i circa 100 000 prigionieri, i giapponesi dettero avvio alla triste e famigerata Marcia della morte di Bataan, un lungo percorso che la massa di uomini dovette fare a piedi, tartassati e uccisi dagli aguzzini giapponesi che si dimostrarono particolarmente crudeli con tutti coloro che non mantenevano il passo.

## L'assedio di Corregidor

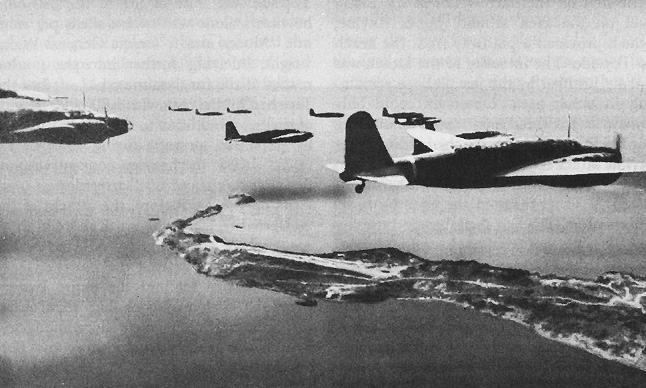
Bombardieri giapponesi all'attacco dell'isola di Corregidor, ultimo baluardo americano nelle Filippine

La piccola isola di Corregidor è situata dinanzi Manila, ed è perciò investita di notevole importanza tattica. Consci di questo, gli americani l'avevano rinforzata negli anni, postandovi decine di pezzi d'artiglieria. La collina Malinta Hill, inoltre, era stata traforata fino a formare un enorme tunnel nella roccia, sotto cui trovarono posto civili, militari e lo stesso MacArthur. Inoltre vi erano stati ammassati rifornimenti, munizioni e tutto quello che era stato possibile salvare dalla ritirata
Caduta Bataan, i giapponesi si dedicarono all'ultimo caposaldo americano a Corregidor, bombardandolo di continuo dal cielo e da terra con obici da 240 mm per cinque giorni: furono distrutti la maggior parte dei cannoni e diverse opere difensive; il 2 maggio il deposito di munizioni principale fu colpito in pieno, e la sua esplosione danneggiò ancor di più le precarie difese americane, devastando una batteria di mortai pesanti. Mentre l'acqua potabile veniva a mancare, il 4 maggio i giapponesi spararono ben 16 000 proiettili d'artiglieria, poi lanciarono un attacco anfibio che fece prendere terra a 2000 uomini e diversi carri armati che si divisero in due colonne iniziando ad avanzare verso l'interno. Un secondo sbarco attuato a ovest costò sanguinose perdite, perché effettuato in una zona non cannoneggiata, ma i giapponesi misero comunque piede a terra e assaltarono subito le postazioni americane. Saputo della presenza di mezzi corazzati tra le file nemiche, Wainwright discusse con i suoi ufficiali e alle 10:15 si arrese; i combattimenti terminarono verso mezzogiorno, e il comandante con lo stato maggiore fu portato dai vincitori in motoscafo a Cabcaben, quartier generale di Honma, dove il 7 maggio fu firmata la resa di tutte le forze americane. Wainwright l'8 maggio lesse il testo alla radio, e una dopo l'altra le superstiti guarnigioni si arresero. Spesso i comandanti americani convinsero i propri soldati a nascondersi nelle foreste, per dare inizio alla resistenza e alla guerriglia contro l'occupante giapponese.

## Conclusioni
La caduta delle Filippine fu un colpo assai grave per gli Alleati, sia dal punto di vista strategico, in quanto veniva meno un possibile appoggio diretto americano nello scacchiere (oltre al fatto che l'Indonesia era chiusa ora in una morsa), sia dal punto di vista psicologico: mai si era pensato, tra gli anglo-americani, che i giapponesi potessero imbastire simultaneamente operazioni su vasta scala in teatri tanto distanti tra loro. Il sentimento di superiorità che gli occidentali, in maniera più o meno esplicita, avevano nutrito nei confronti dei giapponesi e degli asiatici in generale era stato smentito dalle recenti disfatte.
Nei combattimenti i giapponesi avevano mostrato maggiore mordente e anche grande maestria nell'utilizzo dei carri medi e leggeri, che spesso decisero la sorte di numerose battaglie, in quanto gli americani erano sprovvisti di cannoni anticarro. Le battaglie sostenute nella penisola di Bataan e l'assedio di Corregidor furono comunque dispendiosi anche per i giapponesi, che stavano terminando i proiettili d'artiglieria pesante quando le residue truppe americane s'arresero.
Gran parte delle perdite giapponesi, inoltre, derivarono dalle epidemie e dalla malaria, visto che la base di Bataan era circondata da aree particolarmente malsane (e proprio per questo adatta come posizione difensiva). Non corrisponde a verità la leggenda, sorta dopo la guerra, che una resistenza più prolungata della base di Bataan avrebbe potuto concludersi agevolmente con la vittoria americana.
I problemi di rifornimento dei nipponici, oltre a essere di facile soluzione, dipendevano più che altro dal disonore che derivava dal chiedere rinforzi per battere degli occidentali, ritenuti vigliacchi e amorfi in battaglia. Le difficoltà americane, invece, erano di gran lunga più difficili e certo, isolati com'erano e senza contatti con il comando alleato, non avrebbero mai potuto resistere indefinitivamente.

## Eventi successivi
La resa di Wainwright e la sua cattura posero fine alla campagna delle Filippine, in maniera disastrosa per gli Alleati. Durante la sfilata per celebrare la vittoria tenutasi a Manila, il generale Honma si mostrò sorprendentemente sensibile verso i prigionieri, facendo suonare Stars and Stripes forever per onorare gli americani e i filippini morti nel corso dei combattimenti. Quest'atto leale, appena fu noto negli alti ambienti militari giapponesi, gli costò la destituzione.
Le operazioni giapponesi nell'arcipelago furono completate nei giorni successivi, con sbarchi nelle isole più piccole. Per il popolo filippino iniziava un lungo regime di privazioni, fame e morte: infatti l'occupazione fu portata avanti dai giapponesi in maniera indelicata e brutale, alienandosi così quasi ogni sostegno o appoggio. Solo il 14 ottobre 1943 fu creato un governo fantoccio privo di qualsiasi potere. Sbandati americani e filippini, residui di piccole guarnigioni, spie ed informatori inviati dall'Australia collaborarono con il popolo filippino, le sue forze nazionaliste e social-comuniste per organizzare una capillare guerriglia anti giapponese; in particolare l'isola di Mindanao divenne una vera e propria roccaforte della resistenza filippina, capeggiata dal colonnello americano Fertig, che aveva speso un anno a riunire tutti i piccoli gruppi sparsi sulle montagne. I nipponici, dopo numerosi, brevi scontri dall'esito alterno, preferirono ritirarsi dalle provincie periferiche e dalle isole minori, fortificando massicciamente alcuni grandi obbiettivi strategici e soprattutto l'isola di Luzon.

## Filmografia
- Bataan - film del 1943 diretto da Tay Garnett.
- Gli eroi del Pacifico - film del 1945, diretto da Edward Dmytryk, interpretato da John Wayne e Anthony Quinn.